# Sonnenfinsternis vom 1. Juni 2030
Die ringförmige Sonnenfinsternis vom 1. Juni 2030 spielt sich größtenteils über Algerien, Tunesien, Libyen, Malta, Griechenland, der Türkei, Russland, Kasachstan, der Volksrepublik China, Japan sowie dem Mittelmeer, Schwarzem Meer und dem Pazifik ab. Das Maximum der Finsternis liegt ca. 200 km westlich von Tomsk; die Dauer der Ringförmigkeit liegt dort bei 5 Minuten und 21 Sekunden.

## Verlauf
Die Zone der Ringförmigkeit beginnt im algerischen Teil der Sahara und überquert den Süden Tunesiens u. a. die Insel Djerba sowie den Nordwesten Libyens. Auch der größte Teil der südlichen Insel Maltas liegt im Bereich der Ringförmigkeit. Der Bereich der Ringförmigkeit überstreicht fast ganz Griechenland und den nordwestlichen Teil der Türkei. Der äußerste Südosten Bulgariens werden ebenfalls berührt. Der weitere Pfad überstreicht das Schwarze Meer, die Halbinsel Krim und einen weiten Bogen über den Süden Russlands und den Norden Kasachstans, sowie den äußersten Norden Chinas. Anschließend liegt noch Japans Insel Hokkaidō in der Zone der Ringförmigkeit, die dann im Pazifik endet.

## Orte in der ringförmigen Zone
| Land                         | Ort                      | Dauer  | Uhrzeit (UT) | Bemerkung          |
| ---------------------------- | ------------------------ | ------ | ------------ | ------------------ |
| Tunesien                     | Djerba                   | 3m 8s  | 4:53         | [ Sichtbarkeit 1 ] |
| Libyen                       | Tripolis                 | 3m 53s | 4:51         | [ Sichtbarkeit 1 ] |
| Malta                        | Valletta                 | 1m 29s | 4:53         | [ Sichtbarkeit 2 ] |
| Griechenland                 | Athen                    | 4m 2s  | 4:58         |                    |
| Griechenland                 | Patras                   | 4m 20s | 4:58         |                    |
| Türkei                       | Bursa                    | 3m 3s  | 5:03         |                    |
| Türkei                       | Istanbul                 | 4m 32s | 5:04         |                    |
| Ukraine                      | Sewastopol               | 3m 43s | 5:13         |                    |
| Russland                     | Krasnodar                | 3m 19s | 5:17         |                    |
| Russland                     | Rostow am Don            | 4m 15s | 5:21         |                    |
| Russland                     | Wolgograd                | 4m 57s | 5:28         |                    |
| Kasachstan                   | Oral                     | 5m 4s  | 5:40         |                    |
| Russland                     | Magnitogorsk             | 5m 11s | 5:53         |                    |
| Kasachstan                   | Petropawl                | 4m 45s | 6:09         |                    |
| Russland                     | Omsk                     | 2m 45s | 6:17         |                    |
| Russland                     | Tomsk                    | 5m 17s | 6:36         |                    |
| Russland                     | Krasnojarsk              | 4m 48s | 6:48         |                    |
| Volksrepublik China+Russland | Heihe+Blagoweschtschensk | 3m 23s | 7:38         |                    |
| Volksrepublik China          | Jiamusi                  | 1m 50s | 7:46         |                    |
| Japan                        | Sapporo                  | 4m 18s | 7:56         |                    |

1. 1 2  Sonne geht partiell verfinstert auf.
2. ↑  Finsternis beginnt bei Sonnenaufgang.

## Sichtbarkeit im deutschsprachigen Raum
Die Finsternis ist im deutschsprachigen Raum, als partielle Sonnenfinsternis, im ganzen Verlauf sichtbar. Die größte Verfinsterung wird im Südosten, in Bad Radkersburg im österreichischen Bundesland Steiermark, mit fast 69 % Bedeckung erreicht. Die geringste Verfinsterung wird im Norden, in List auf Sylt, mit maximal zu 49 % Bedeckung erreicht.
| Land        | Ort               | Bedeckung | Bemerkung |
| ----------- | ----------------- | --------- | --------- |
| Schweiz     | Bern              | 61 %      |           |
| Schweiz     | Basel             | 60 %      |           |
| Österreich  | Salzburg          | 64 %      |           |
| Österreich  | Wien              | 67 %      |           |
| Deutschland | München           | 62 %      |           |
| Deutschland | Frankfurt am Main | 57 %      |           |
| Deutschland | Berlin            | 57 %      |           |
| Deutschland | Hamburg           | 52 %      |           |

Die nächstfolgende, im deutschsprachigen Raum sichtbare Sonnenfinsternis, ist die Sonnenfinsternis vom 20. März 2034.